# Anette Nääs
Anette Nääs, född Anette Andersson 9 april 1973 i Göteborg, är en svensk skådespelare.

## Filmografi i urval
- Noll Tolerans (1999)
- De drabbade (2003)
- Orka! Orka! (2004)
- Brofilmen (2004)
- En decemberdröm (2005)
- Bota mig (2005)
- Poliser (2006)
- Ingen ser oss (2006)
- Andra Avenyn (2007-2008)
- Uppgörelsen (2018)